# Jüdischer Friedhof (Nowoselyzja)
Koordinaten: 48° 14′ 34,3″ N, 26° 16′ 6,7″ O

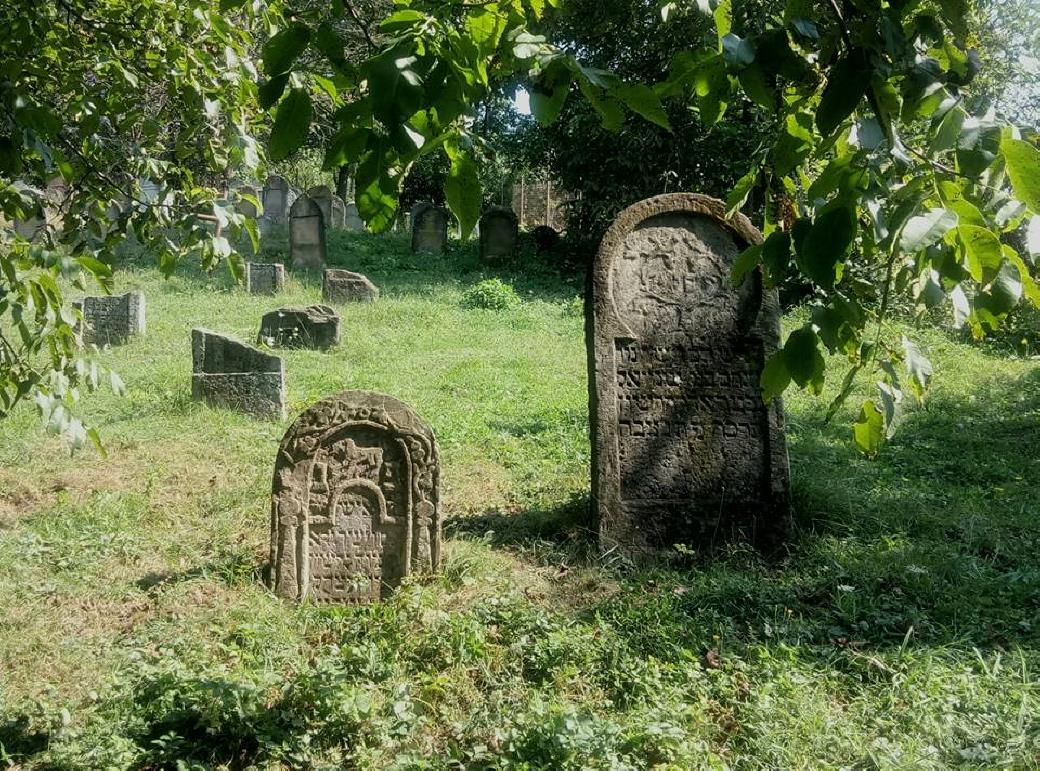
Jüdischer Friedhof Nowoselyzja (2016)

Der Jüdische Friedhof Nowoselyzja liegt in Nowoselyzja, einer Stadt im Rajon Tscherniwzi in der Oblast Tscherniwzi im Süden der Westukraine. Auf dem jüdischen Friedhof sind gut erhaltene Grabsteine vorhanden.